# Седам писара
„Седам писара” је југословенски ТВ филм из 1970 године. Режирао га је Драгослав Лазић а сценарио је написао Имре Бенчшик

## Улоге
| Глумац            | Улога |
| ----------------- | ----- |
| Адем Чејван       |       |
| Драгослав Илић    |       |
| Ђорђе Јелисић     |       |
| Никола Милић      |       |
| Павле Минчић      |       |
| Мирослав Петровић |       |
| Душан Почек       |       |
| Милан Пузић       |       |
| Зоран Ранкић      |       |
| Јожа Рутић        |       |
| Виктор Старчић    |       |
| Предраг Тасовац   |       |